# Vasilij Kuznecov (multiplista)
Vasilij Dmitrievič Kuznecov (in russo Василий Дмитриевич Кузнецов?; Rjazan', 7 febbraio 1932 – Mosca, 6 agosto 2001) è stato un multiplista sovietico, tre volte campione europeo e due volte medaglia di bronzo olimpica nel decathlon.

## Biografia
Oltre ai due bronzi olimpici di Melbourne 1956 e Roma 1960, è stato 7º a Tokyo 1964.

## Palmarès
| Anno | Manifestazione  | Sede      | Evento     | Risultato | Prestazione | Note                  |
| ---- | --------------- | --------- | ---------- | --------- | ----------- | --------------------- |
| 1954 | Europei         | Berna     | Decathlon  | Oro       | 6 752 p.    |                       |
| 1956 | Giochi olimpici | Melbourne | Decathlon  | Bronzo    | 7 465 p.    |                       |
| 1958 | Europei         | Stoccolma | Decathlon  | Oro       | 7 865 p.    | Record dei campionati |
| 1959 | Universiadi     | Torino    | Pentathlon | Oro       | 4 006 p.    |                       |
| 1960 | Giochi olimpici | Roma      | Decathlon  | Bronzo    | 7 809 p.    |                       |
| 1961 | Universiadi     | Sofia     | Decathlon  | Oro       | 7 918 p.    |                       |
| 1962 | Europei         | Belgrado  | Decathlon  | Oro       | 8 026 p.    | Record dei campionati |
| 1964 | Giochi olimpici | Tokyo     | Decathlon  | 7º        | 7 569 p.    |                       |